# Jeff Rawle
Jeff Rawle (20 de julio de 1951) es un actor Inglés más conocido por haber interpretado a George Dent en Dops dead the Donkey y a Silas Blissett en Hollyoaks.

## Biografía
Rawle nació en Birmingham, Inglaterra, su familia se mudó a Sheffield.
Estudió en el High Storrs Grammar school donde al inicio se interesó por el teatro. Trabajó en Sheffield antes de irse a la prestigiosa escuela LAMDA. 

## Carrera
Jeff ha participado como guionista en películas como The Young Poisoner's Handbook en 1995 y en Who Goes There?.
Consiguió su primer papel serio interpretando a Billy en la serie televisiva Billy Liar, creada por Keith Waterhouse y Willis Hall.
En 1984 apareció en el capítulo "Frontios" de la serie televisiva Doctor Who.
En 1998 se unió al elenco de la serie Microsoap, donde interpretó a Colin hasta el final de la serie en el 2000.
El año 2003 apareció en la serie de televisión Death in Holy Orders interpretando al padre Peregrine Glover.
En el 2005 apareció en la película Harry Potter y el cáliz de fuego donde interpretó al mago Amos Diggory, el padre de Cedric Diggory (Robert Pattinson).
Desde el 23 de diciembre de 2010 aparece en la exitosa serie británica Hollyoaks donde interpreta al asesino en serie Silas Blissett, hasta el 4 de noviembre de 2011, después de que su personaje fuera arrestado por sus numerosos asesinatos. El 19 de enero de 2016 Jeff regresó a la serie después de que su personaje visitara en la cárcel a Trevor Royle para averiguar sobre el asesino en serie "Gloved Hand Killer" y las muertes que había estado cometiendo en el hospital Dee Valley.
En el 2013 apareció en un episodio de la serie médica Holby City interpretando al psiquiatra Jerry Clark. Anteriormente Jeff había aparecido en la serie por primera vez en el 2005 donde interpretó a Ron Fell durante el episodio "It's Kinda Rock 'n' Roll" y a Roger Nash en tres episodios del 2006.
El 28 de enero del mismo año Jeff apareció como invitado en la serie médica Doctors donde interpretó a Rory Bishton, anteriormente en el 2004 había interpretado a John Marshall durante el episodio "A Late Flowering". También se unió al elenco de la serie Heading Out donde interpretó a Donald.

## Filmografía seleccionada

### Series de televisión
| Año                     | Título                       | Personaje             | Notas                          |
| ----------------------- | ---------------------------- | --------------------- | ------------------------------ |
| 2016 - 2017             | Bottersnikes & Gumbles       | Happi                 | 3 episodios                    |
| 2013, 2016              | Holby City                   | Jerry Clark           | 3 episodios                    |
| 2016                    | Steptoe and Son              | Albert Steptoe        | episodio "A Winter's Tale"     |
| 2010 - 2011, 2012, 2016 | Hollyoaks                    | Silas Blissett        | 87 episodios                   |
| 2016                    | The Durrells                 | Geoffrey              | episodio # 1.5                 |
| 2015                    | The Outcast                  | Mr. Phillips          | episodio # 1.2 - miniserie     |
| 2013, 2015              | You, Me & Them               | Clive Grey            | 12 episodios                   |
| 2013                    | Heading Out                  | Donald                | 2 episodios                    |
| 2013                    | Doctors                      | Rory Bishton          | episodio "Men at Work"         |
| 2011                    | My Family                    | Thorndyke             | episodio "Germs of Endearment" |
| 2011                    | Midsomer Murders             | Gerry Dawkins         | episodio "Dark Secrets"        |
| 2009                    | The Sarah Jane Adventures    | Mr. Harding           | 2 episodios                    |
| 2009                    | The Bill                     | George Fielding       | episodio "Innocence Betrayed"  |
| 2004 - 2007             | Doc Martin                   | Roger Fenn            | 5 episodios                    |
| 2007                    | New Tricks                   | Jonathan Blunt        | episodio "Nine Lives"          |
| 2005                    | Spooks                       | Secretario de Defensa | 2 episodios                    |
| 1998 - 2000             | Microsoap                    | Colin                 | 23 episodios                   |
| 1995 - 1998             | Faith in the Future          | Paul Cooper           | 20 episodios                   |
| 1994 - 1996             | Budgie the Little Helicopter | Budgie                | 39 episodios                   |
| 1990 - 1998             | Drop the Dead Donkey         | George Dent           | 66 episodios                   |
| 1992                    | Casualty                     | Len Jackson           | episodio "Silent Night"        |
| 1984                    | Doctor Who                   | Agente                | 4 episodios                    |
| 1973 - 1974             | Billy Liar                   | Billy Liar            | 27 episodios                   |

### Películas
| Año  | Título                              | Personaje              | Notas                                                                  |
| ---- | ----------------------------------- | ---------------------- | ---------------------------------------------------------------------- |
| 2014 | Vengeance                           | Bill                   | junto a Jamie Foreman, Ronnie Fox, Leslie Grantham y Lucy-Jane Quinlan |
| 2013 | An Adventure in Space and Time      | Mervyn Pinfield        | junto a Brian Cox, David Bradley, Jessica Raine y Lesley Manville      |
| 2011 | Trimming Pablo                      | Brian                  | Cortometraje - junto a Paul Freeman y Colin Stinton                    |
| 2005 | Harry Potter and the Goblet of Fire | Amos Diggory           | junto a Robert Pattinson y Daniel Radcliffe                            |
| 2003 | Death in Holy Orders                | Padre Peregrine Glover | junto a Jesse Spencer y Maggie McCarthy                                |

### Videojuegos
| Año  | Juego                                        | Personaje     | Notas                           |
| ---- | -------------------------------------------- | ------------- | ------------------------------- |
| 2010 | Harry Potter and the Deathly Hallows: Part I | Muggle/Wizard | Prestó su voz para el personaje |
| 2009 | Divinity II: Ego Draconis                    | -             | Prestó su voz para el personaje |

### Escritor
| Año  | Título                        | Notas |
| ---- | ----------------------------- | ----- |
| 2002 | Mrs Meitlemeihr               | corto |
| 1995 | The Young Poisoner's Handbook | -     |

### Teatro[7]
| Año  | Obra           | Personaje                  | Directores (as)                 | Teatro              | Notas                                                   |
| ---- | -------------- | -------------------------- | ------------------------------- | ------------------- | ------------------------------------------------------- |
| 2008 | Fram           | Gilbert Murray             | Tony Harrison                   | National Theatre    | -                                                       |
| 2007 | King Of Hearts | Stephen                    | Ramin Gray y Max Stafford-Clark | Eton Avenue Theatre | junto a Zahra Ahmadi, Alister Cameron y Justin Salinger |
| 2005 | Way to Heaven  | Representante de Red Cross | -                               | Royal Court Theatre | junto a Dominic Rowan                                   |
| 1979 | Bent           | -                          | Robert Chetwyn                  | Royal Court Theatre | junto a Ian McKellen, Tom Bell y Simon Shepherd         |

## Premios y nominaciones
| Año  | Categoría           | Premio             | Serie     | Resultado |
| ---- | ------------------- | ------------------ | --------- | --------- |
| 2012 | Villain of the Year | British Soap Award | Hollyoaks | Nominado  |